# Ingrid Müller Seraphim
Ingrid Haydée Müller Seraphim (Curitiba, 1930) é uma professora, maestrina, tecladista e promotora cultural brasileira, uma das pioneiras e importante agente do movimento de revivalismo da música antiga no Brasil.

## Biografia
Filha da musicista e pintora Elza Weimar e do industrial Júlio Rodolfo Müller, a segunda de cinco irmãos, Ingrid começou sua vida musical no lar, onde a música estava sempre presente. Ao crescer estudou piano, com ênfase na música romântica alemã e impressionista francesa, sendo discípula do pastor luterano Karl Frank, que era um músico consumado e polivalente, e desenvolvia há anos atividades revivalistas em Curitiba, divulgando música barroca e clássica alemã e italiana. Com doze anos seu domínio do piano já era avançado, e nesta época também cantava no coro da igreja luterana, participando de muitos concertos. Em 1947 venceu um concurso para jovens instrumentistas promovido pela Sociedade de Cultura Artística Brasílio Itiberê, sendo então convidada por Guilherme Fontainha para estudar com ele na Escola Nacional de Música do Rio de Janeiro, onde também recebeu instrução de Villa-Lobos, Iberê Gomes Grosso e José Vieira Brandão e preparou-se para dar aulas de música no Conservatório Nacional de Canto Orfeônico. Na década de 1950 venceu dois concursos de piano. Durante suas férias anuais, organizava master classes com importantes músicos visitantes em Curitiba.
Voltando definitivamente a Curitiba em 1953, venceu o concurso da Juventude Musical Brasileira do Paraná, e no mesmo ano ingressou como docente na Escola de Música e Belas Artes do Paraná, formando gerações de alunos. Em 1954 casou-se com o engenheiro Paulo Seraphim, que sempre apoiou sua carreira, com quem teria as filhas Elisabeth, Eliane e Astir. Também tornou-se proficiente no cravo e no órgão, tocava órgão nas igrejas luterana e presbiteriana, e desenvolveu paralelamente uma bem sucedida carreira como solista, camerista e concertista e como professora convidada e palestrante de várias universidades e festivais. A partir da entrada de Orlando da Silveira na direção da Escola de Música e Belas Artes, foi nomeada para assumir as classes de cravo e música barroca, organizando e liderando frequentes concertos e recitais com seus alunos e convidados.
Seu maior envolvimento com o revivalismo aconteceu após encontrar Roberto de Regina, um dos principais pioneiros do Brasil, com ele fundando a Camerata Antiqua, grupo de marcante trajetória neste campo. Segundo Kristina Augustin, “o trabalho de Roberto junto à Camerata Antiqua, sempre apoiado por Dona Ingrid, se impôs, trazendo credibilidade ao movimento de música antiga no país, abriu um novo campo de estudos e trabalho para os músicos. Trouxe diversidade para as salas de concertos e para o mercado fonográfico". Roberto se encarregava da direção artística e Ingrid ficou responsável pela administração. O grupo deixou um legado de mais de mil concertos, oito LPs e seis CDs, recebendo reconhecimento nacional e internacional.
Foi a idealizadora e cravista do Grupo Renascentista de Curitiba, outro conjunto referencial, e com o violinista Paulo Bosísio, criou e coordenou a Orquestra de Câmara da Cidade de Curitiba, que deu especial atenção ao resgate de música colonial brasileira. e uma celebrada série de oficinas de música, encampadas pela Fundação Cultural de Curitiba. Segundo a pesquisadora Camila Xavier, "os cursos se diversificaram tanto que, em 2000, havia cerca de cem professores vindos de vários países no mundo e cerca de 1.500 alunos. A Oficina transformou-se em um grande 'guarda-chuva', contendo no seu bojo as Oficinas de Música Erudita, de MPB, os Encontros de Música Antiga, de Professores de Piano, os Simpósios Latino-Americanos de Musicologia e outros, atraindo estudantes não só brasileiros, mas de toda América Latina e de outros continentes". As oficinas também promoviam concertos, e de acordo com Xavier "todos os concertos de música antiga tanto durante as oficinas quanto durante o ano, muitos deles realizados pela Camerata, tinham alta frequência do público".
Ingrid retirou-se da Camerata e das oficinas em 2001, passando a se dedicar a outras atividades, destacando-se a gravação de discos, docência, organização de recitais e a participação como membro da Comissão Organizadora dos Festivais de Música de Câmara de Curitiba, dos Festivais de Música de Cascavel e dos Festivais Penalva – Mostras de Música Paranaense.

## Reconhecimento
Sua trajetória notável lhe valeu diversas distinções. Além dos prêmios de piano conquistados na juventude, recebeu também:
- Prêmio Mulher de Destaque (1987), do Clube Soroptimista Internacional de Curitiba;[2]
- Prêmio Cidade de Curitiba (1989), da Câmara Municipal de Curitiba;[2]
- Homenagem Especial – Oficina de Música (1993), da Fundação Cultural de Curitiba;[2]
- Prêmio Pioneira Cultural (1996), da Secretaria de Estado da Cultura;[2]
- Medalha 25 Anos da Camerata Antiqua de Curitiba – Fundadores (2000), da Fundação Cultural de Curitiba;[2]
- Ordem de Rio Branco (2000), da Presidência da República;[2]
- Prêmio Prof. João Crisóstomo Arns (2004), da Câmara Municipal de Curitiba;[2]
- Prêmio Honra ao Mérito — Oficina de Música de Curitiba (2007), da Fundação Cultural de Curitiba;[2]
- Prêmio Penalva (2011), da Escola de Música e Belas Artes do Paraná / Studium Theologicum;[2]
- Ordem do Pinheiro no grau de comendador (2013), do Governo do Paraná;[2]
- Homenagem na IV Semana de Canto Coral Henrique de Curitiba (2019).[5]

Orlando Fraga, na ocasião em que Ingrid foi homenageada com o Prêmio Penalva, disse que "a história é feita por marcos ou acontecimentos. Quanto mais desdobramentos um evento proporciona, mais importante e referencial ele se torna. Dona Ingrid, como nós a conhecemos, provocou tantos eventos importantes ao longo de sua vida a ponto de se tornar um pilar fundamental na história recente da música brasileira". Para Xavier, "ao examinar o percurso da prática da música antiga em Curitiba, nota-se que ela estava, até 2001, intimamente ligada à atuação da cravista, pianista e organista Ingrid Müller Seraphim. [...] Tanto a criação da Camerata Antiqua de Curitiba, do Coro da Camerata, da Orquestra de Câmara da Cidade de Curitiba, bem como das Oficinas de Música e dos Encontros de Música Antiga, que tanto contribuíram para a difusão desse estilo de música na cidade e no país, são frutos do seu trabalho incansável. A abrangência desse esforço vai além das fronteiras brasileiras, pois um grande número de alunos, especialmente dos cursos que envolviam a música medieval, renascentista e barroca, vinham de países como a Argentina, o Uruguai e o Chile, entre outros. [...] São inúmeros os alunos que se profissionalizaram posteriormente, desenvolvendo carreiras de projeção nacional e internacional, enquanto os grupos que ela criou e coordenou têm um nome cada vez mais consolidado no Brasil e no exterior".